# Izabela Kuna-Broniowska
Izabela Kuna-Broniowska de domo Baryła (ur. 1953) – polska naukowiec, agronom, specjalistka w zakresie doświadczalnictwa rolnego, statystyki matematycznej, teorii eksperymentu w inżynierii rolniczej, autorka publikacji naukowych i podręczników dydaktycznych. 

## Biografia
Izabela Kuna-Broniowska urodziła się i wychowała się w Lublinie. W 1976 roku ukończyła studia magisterskie z zakresu matematyki na Uniwersytecie Marii Curie-Skłodowskiej w Lublinie. Stopień doktora otrzymała w 1987 roku na Wydziale Rolniczym lubelskiej Akademii Rolniczej, a habilitację w dziedzinie inżynierii rolniczej uzyskała w roku 2008. 
Była adiunktem i prodziekanem Wydziału Inżynierii Produkcji Uniwersytetu Przyrodniczego w Lublinie, a także kierownikiem Katedry Zastosowań Matematyki i Informatyki oraz Zakładu Teorii Eksperymentu i Biometrii na tymże wydziale.  
Jest członkinią zarządu Polskiego Towarzystwa Biometrycznego. 
Jest żoną prof. Marka Kuny-Broniowskiego, mają troje dzieci. Brat Kuny-Broniowskiej, dr inż Piotr Baryła, jest wykładowcą Uniwersytetu Przyrodniczego w Lublinie.

## Wybrane publikacje
- 2021: Analysis of changes in Betula pollen season start including the cycle of pollen concentration in atmospheric air
- 2019: Modelling Water Absorption in Micronized Lentil Seeds with the Use of Peleg’s Equation
- 2019: A study on the spatial and temporal variability in airborne Betula pollen concentration in five cities in Poland using multivariate analyses
- 2017: Severity of work in opinions of rural women living in the Bieszczady region of south-eastern Poland
- 2014: Evaluation of working conditions of workers engaged in tending horses
- 2013: Shaping some selected textural properties of pumpkin (Cucurbita maxima duch.) by optimized heat treatment
- 2012: Effect of storage time and temperature on Poisson ratio of tomato fruit skin
- 2002: Badania nad wykorzystaniem ogniw fotowoltaicznych w rolnictwie i przemyśle rolno-spożywczym. Część I – podstawy teoretyczne
- 2002: Badanie rozkładu temperatur w silosie betonowym podczas schładzania ziarna pszenicy urządzeniami GK-160 i KK-140